# Tom Lund (fodboldspiller)
 Der er flere personer med dette navn, se Tom Lund.
Tom Arne Lund (født 10. september 1950 i Lillestrøm, Norge) er en tidligere norsk fodboldspiller (angriber) og -træner.
Lund tilbragte hele sin aktive karriere, fra 1967 til 1982, hos Lillestrøm SK i sin fødeby. Han spillede over 250 ligakampe for klubben, og var med til at vinde det norske mesterskab med holdet i både 1976 og 1977. I 1978 blev han Tippeligaens topscorer.
Lund spillede desuden 47 kampe og scorede 12 mål for Norges landshold. Hans første landskamp var et opgør mod Island 26. maj 1971, hans sidste en EM-kvalifikationskamp mod Bulgarien 27. oktober 1982.
Efter at have indstillet sin aktive karriere fungerede Lund i to omgange, i 1985-1987 og i 1990-1991, som træner for Lillestrøm.

## Titler
Tippeligaen
- 1976 og 1977 med Lillestrøm